# Danh sách đảo Estonia
Danh sách các đảo của Estonia cung cấp một cái nhìn tổng quan của nhiều hòn đảo lớn nhỏ của đất nước này. Trước bờ biển Baltic của Estonia là 1.520 hòn đảo, trong đó chỉ có 19 đang sinh sống. Lớn nhất là Saaremaa.

## Danh sách 30 đảo lớn nhất
Danh sách các đảo lớn nhất ở Estonia.
| Đảo                       | Diện tích km² | Dân số | người /km² | Vị trí Chú thích                         | Hình                        |
| ------------------------- | ------------- | ------ | ---------- | ---------------------------------------- | --------------------------- |
| Saaremaa Ösel             | 2671          | 30966  | 11,6       | Quần đảo Moonsund Đảo lớn nhất quốc gia  | Leuchtturm bei Sääre, Sõrve |
| Hiiumaa Dagö              | 989           | 11087  | 11,2       | Quần đảo Moonsund                        | Tahkuna-Halbinsel           |
| Muhu Moon/Mohn            | 198           | 1476   | 7,5        | Quần đảo Moonsund                        | Muhu, Nordküste             |
| Vormsi Worms              | 93            | 350    | 3,8        | Quần đảo Moonsund                        | Vormsi, Hafen               |
| Kassari Kassargen         | 19,3          | 300    | 16         | Quần đảo Moonsund                        | Kassari, Landzunge          |
| Naissaar Nargen           | 18,6          | 10     | 0,5        | Finnischer Meerbusen                     | Naissaar, Luftbild          |
| Kihnu (Kühnö)             | 16,4          | 490    | 30         | Rigaischer Meerbusen                     | Kihnu, Küste                |
| Väike-Pakri Klein Pakri   | 12,9          | 8      | 0,6        | Finnischer Meerbusen                     | Väike-Pakri, Küste          |
| Suur-Pakri Groß Pakri     | 11,6          | -      |            | Finnischer Meerbusen                     | Suur-Pakri, Küste           |
| Ruhnu Runö                | 11,4          | 56     | 4,9        | Rigaischer Meerbusen                     | Ruhnu, Küste                |
| Abruka Abro               | 8,8           | 33     | 3,7        | Quần đảo Moonsund                        | Abruka, Küste               |
| Vilsandi (Filsand)        | 8,8           | 30     | 3,4        | Quần đảo Moonsund                        | Vilsandi, Küste             |
| Piirissaar Porka          | 7,8           | 67     | 8,6        | Peipus-See Größte Binneninsel des Landes | Piirissaar, Piirissaar      |
| Prangli Wrangelsholm      | 6,4           | 80     | 12,5       | Finnischer Meerbusen                     | Prangli, Küste              |
| Osmussaar Odinsholm       | 4,6           | 3      | 0,65       | Finnischer Meerbusen                     | Osmussaar, Küste            |
| Vohilaid Wohhi            | 3,9           | -      |            | Quần đảo Moonsund                        | Vohilaid, Küste             |
| Aegna Wulf                | 2,9           | 10     | 3,4        | Finnischer Meerbusen                     | Aegna, Küste                |
| Kõinastu laid Drotzenholm | 2,6           | 1      | 0,4        | Quần đảo Moonsund                        | Kõinastu, Leuchtfeuer       |
| Võilaid                   | 2,5           | -      |            | Quần đảo Moonsund                        |                             |
| Tauksi Tauks              | 2,5           | -      |            | Moonsund-Inseln                          | Tauksi, Küste               |
| Suurlaid                  | 1,9           | -      |            | Moonsund-Inseln                          | Suurlaid, Lage              |
| Manilaid (Manija)         | 1,9           | 31     | 16,3       | Rigaischer Meerbusen                     | Manilaid                    |
| Väike-Tulpe Klein Tulpe   | 1,8           | -      |            | Quần đảo Moonsund                        |                             |
| Kesselaid Schildau        | 1,7           | 7      | 4,1        | Quần đảo Moonsund                        | Kesselaid, Küste            |
| Heinlaid (Hainalaidsholm) | 1,6           | -      |            | Quần đảo Moonsund                        | Heinlaid                    |
| Saarnaki laid Sarnak      | 1,4           | -      |            | Quần đảo Moonsund                        | Saarnaki laid               |
| Kaevatsi laid (Swinholm)  | 1,4           | -      |            | Quần đảo Moonsund                        | Kaevatsi, Lage              |
| Loonalaid Lettenholm      | 1,1           | -      |            | Finnischer Meerbusen                     | Loonalaid, Hof (1920er)     |
| Rammu saar Rammo          | 1,0           | -      |            | Finnischer Meerbusen                     | Rammu, Luftbild             |
| Hanikatsi laid            | 0,9           | -      |            | Quần đảo Moonsund                        | Hanikatsi, Luftbild         |

Đảo có người ở nhỏ nhất là Mohni (Ekholm) cố diện tích 0,6 km² và hai cư dân.

## A
Abruka - Adralaid - Aegna - Ahelaid - Aherahu (Atla) – Aherahu (Väinameri) - Ahessäär - Ahtra saar - Aksi - Alarahu - Allirahu (Kõiguste) - Allirahu (Pihtla) - Allu saar - Alumine Vaika saar - Anekäbrud – Ankrurahu - Annilaid – Antsulaiud – Anulaid - Asalaiud

## E
Eedikrava - Eerikukivi - Eerikulaid - Elmrahu - Esirahu

## G
Gretagrund - Gutagrunne

## H
Haldi saar - Hanemaa - Hanerahu - Hanerahu (Jausa laht) - Hanikatsi laid - Hara saar - Harilaid - Heinlaid (Kõiguste laht) - Heinlaid (Tõstamaa laht) - Heinlaid (Väinameri) - Hellamaa rahu - Hiiumaa - Hobulaid - Hõralaid - Härjakare - Härjamaa - Hülgelaid – Hülgerahu (Kõverlaiu lähedal)

## I
Imutlaid - Innarahu

## J
Juksirahu

## K
Kadakalaid - Kaevatsi laid - Kahtla laid - Kajakarahu (Haapsalu Eeslaht) - Kakralaid - Kakrarahu - Kakrasaar - Kalarahu - Kalmelaid - Kappa saar - Karirahu - Kassari - Kasselaid - Keila jõesaar - Keri - Kerju - Keskmine Vaika saar - Kesselaid - Kihnu - Kitselaid (Atla laht) - Kitselaid (Liivi laht) - Kiveslaid - Kivikari - Kivilaid - Koerakuiv - Koipsi saar – Kolmekivirahu - Korset - Krassi - Kreenholm - Kriimi laid - Kräsuli - Kuivarahu (Soonlepa laht) - Kuivarahu (Tauksi saarterühm) - Kuivarahu (Väinameri) - Kulkna - Kullilaid - Kullipank - Kumari laid - Kumbli - Kuningasaar - Kunnati laid - Kuradisäär – Kuralaid - Kurgurahu - Kustase rahu – Kõbajad - Kõbajalaid - Kõinastu laid - Kõpussaare nasu - Kõrgelaid - Kõrksaar - Kõverlaid - Käkimaa – Käkirahu – Külalaid - Küll-laid

## L
Laasirahu – Laidu – Laimadal – Langekare – Leemetikare – Liia (Liialaid) – Liisi laid – Liivakari – Liivanuka ots (endine) - Linnusitamaa – Liivasäär - Lombimaa – Loonalaid – Luigerahu – Läkumätas

## M
Maakrirahu – Malusi saared – Manilaid – Mardirahu – Maturahu – Mihklirahu – Millasanken - Mohni – Mondelaid – Muhu – Munaderahu – Munasaar – Mustarahu – Mustpank – Mustpank (Vaika) – Mõisaholm (endine) - Mõndelaid

## N
Nabralaid – Naissaar – Naistekivi maa – Ninalaid – Noogimaa – Nootamaa – Norrsanken - Nosurahu - Nätegrunne

## O
Oitma laid – Ojurahu – Oosäär – Orikalaid – Oosla maa – Osmussaar

## P
Paelaid – Pakri saared – Pakulaid – Pandju – Papilaid – Papirahu – Papissaar (endine saar) - Pasilaid – Pedassaar – Permisküla saar - Pihanasu – Pihelgalaid – Pihlakared – Pihlalaid (Muraja laht) – Pihlalaid (Soela väin) – Piirissaar – Piiukare – Pikknasv – Piskumadal — Pitkasääremaa – Porgi – Prangli – Puhtulaid – Pujurderahu - Puningalaid – Põdvalaid – Põiksäär – Pätsurahu – Pühadekare

## R
Rammu saar – Rampsilaid – Rannasitik – Rauarahu - Riinurahu – Ristlaid – Rohurahu – Rohusi saar – Rooglaid – Rootsiku laid – Ruhnu – Rukkirahu – Rusulaid

## S
Saare ots – Saaremaa – Saarnaki laid – Salava – Salsgrunne - Sangelaid – Seasaar – Selglaid – Sepasitik – Siiasaar – Sillalaid – Sill-laid – Sipelgarahu – Sitakare — Sokulaid — Sorgu – Stora Åbbargrunne - Storstaingrunne - Sunnasanken - Suur Paljassaar (endine) – Suuregi laid – Suurepoldi laiud – Suurlaid – Suur-Pakri – Suur-Pihlakare – Suurrahu – Suurrahu (Kaavi) – Suurrahu (Sääre) - Sõmeri – Sääri

## T
Taguküla laid – Tallukrava - Tarja – Tauksi – Telve – Tiirloo – Tondirahu – Tondisaar – Täkulaid – Täkunasv - Tälmen

## U
Udrikulaid — Uhtju saar — Uhtju saared — Umalakotid — Umblu — Urverahu — Uuemererahu — Uulutilaid - Uus-Nootamaa

## V
Vahase – Vahelmisrahu – Vaika saared – Vaindloo – Valgerahu – Vare saar - Vareslaid (Käina laht) – Vareslaid (Väinameri) – Varesrahu – Vasikakuiv - Vasikalaid – Vassiklaid - Vesiloo – Vesitükimaa – Vesitükimaa laiud – Viirekare - Viirelaid – Vilsandi – Vissulaid – Vohilaid – Vormsi – Võilaid – Võrgukare – Väike Harjamaa - Väike Paljassaar (endine) - Väike Pihlakare – Väike-Pakri – Väike-Tjuka saar - Väike-Tulpe

## Ö
Öakse - Öörahu

## Ü
Ülemine Vaika saar - Ülerahu